# سیارک ۵۱۰۹
سیارک ۵۱۰۹ (به انگلیسی: 5109 Robertmiller، نامگذاری:1987RM1) پنج هزار و صد و نهمین سیارک کشف شده‌است که در ۱۳ سپتامبر ۱۹۸۷ کشف شد.
قدر مطلق سیارک برابر ۲۵.۷ است.